# Kuwania pasaniae
Kuwania pasaniae är en insektsart som beskrevs av Borchsenius 1960. Kuwania pasaniae ingår i släktet Kuwania och familjen pärlsköldlöss. Inga underarter finns listade i Catalogue of Life.